# برایان دی اوکانر
برایان دی اوکانر (به انگلیسی: Bryan D. O'Connor) فضانورد اهل کشور ایالات متحده آمریکا است که در ۶ سپتامبر ۱۹۴۶ میلادی در اورنج، کالیفرنیا زاده شد. وی در مأموریت اس‌تی‌اس-۶۱-بی، اس‌تی‌اس-۴۰ حضور داشته است.